# Sant Pere Cercada

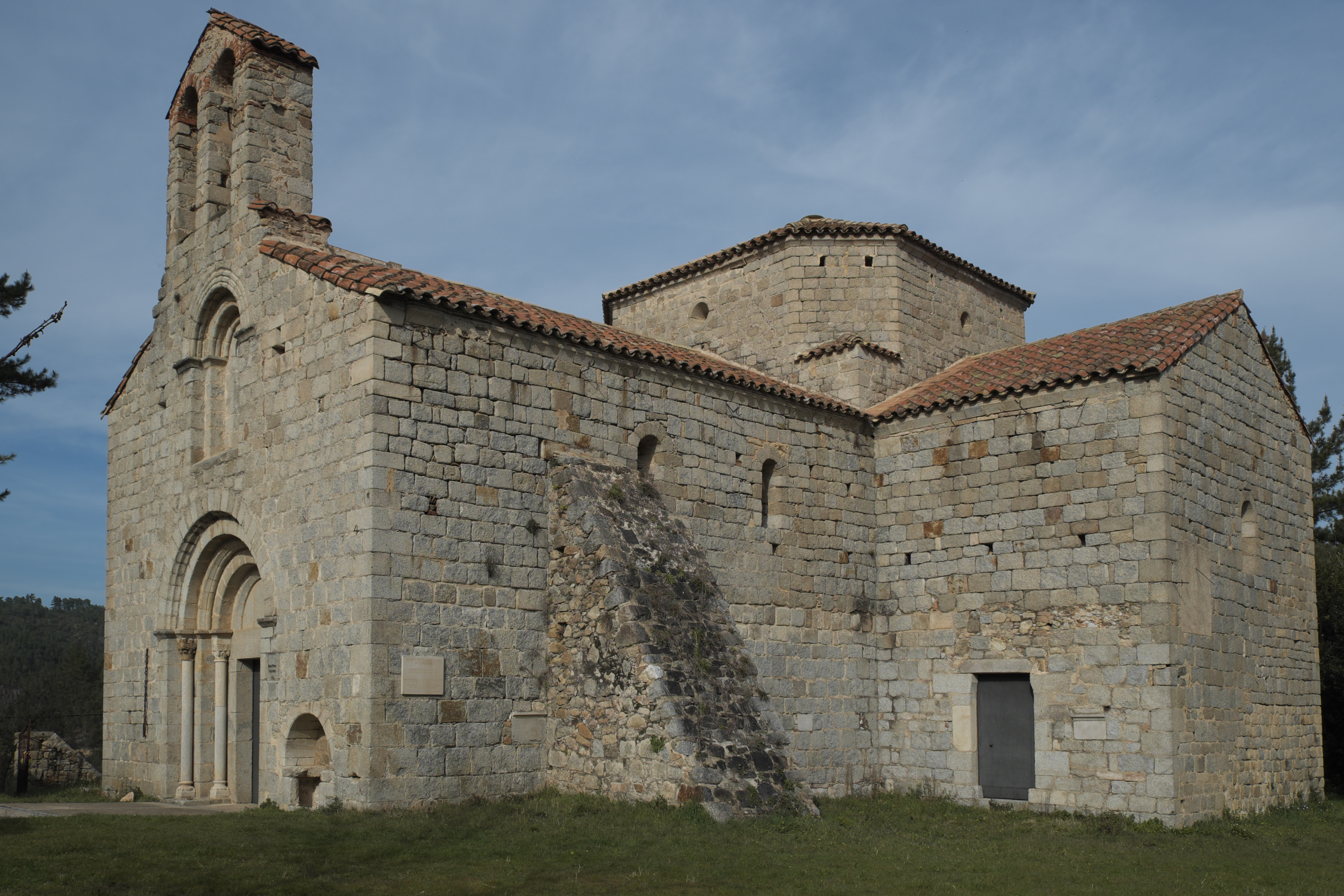
Ehemalige Klosterkirche Sant Pere Cercada

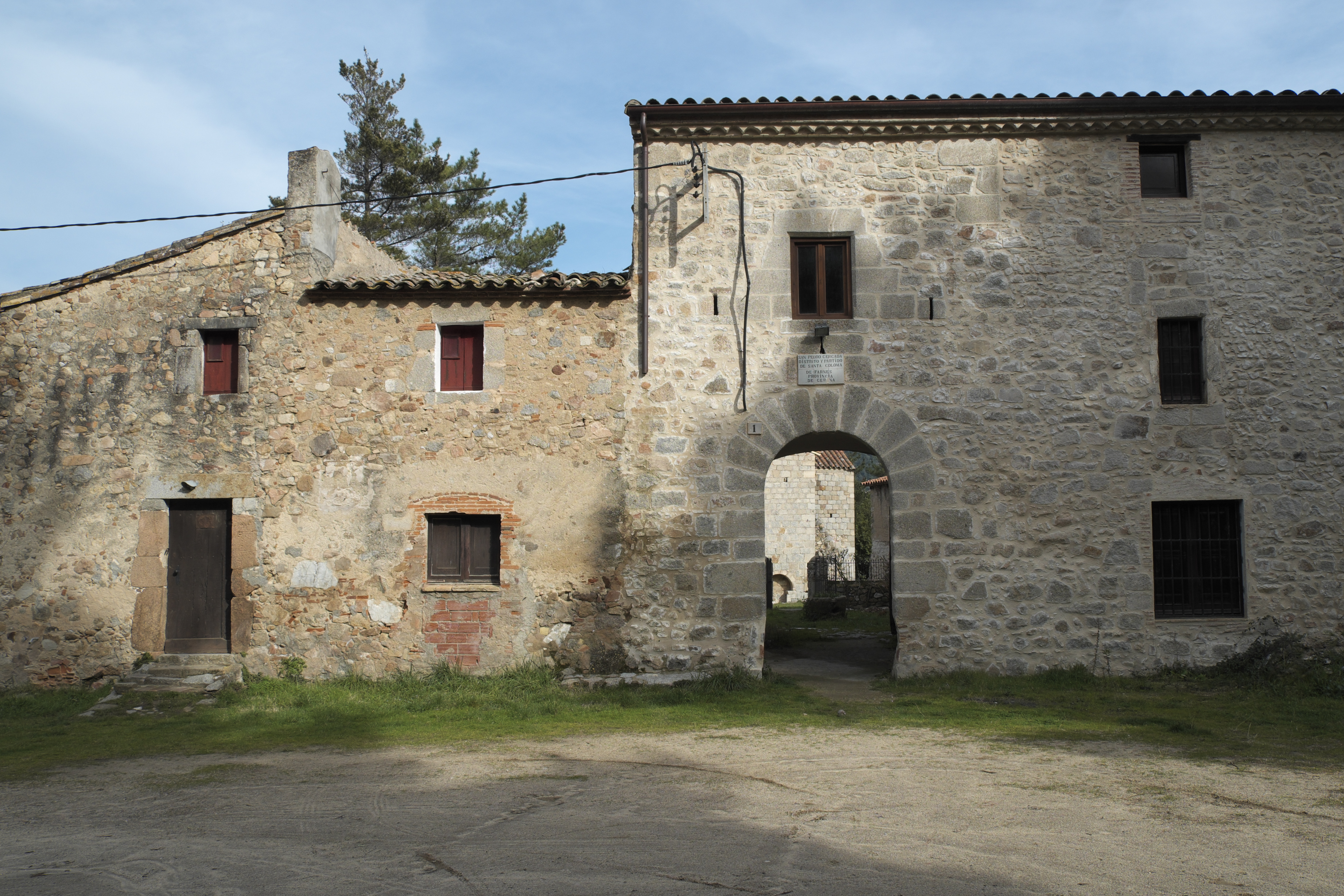
Ehemalige Klostergebäude

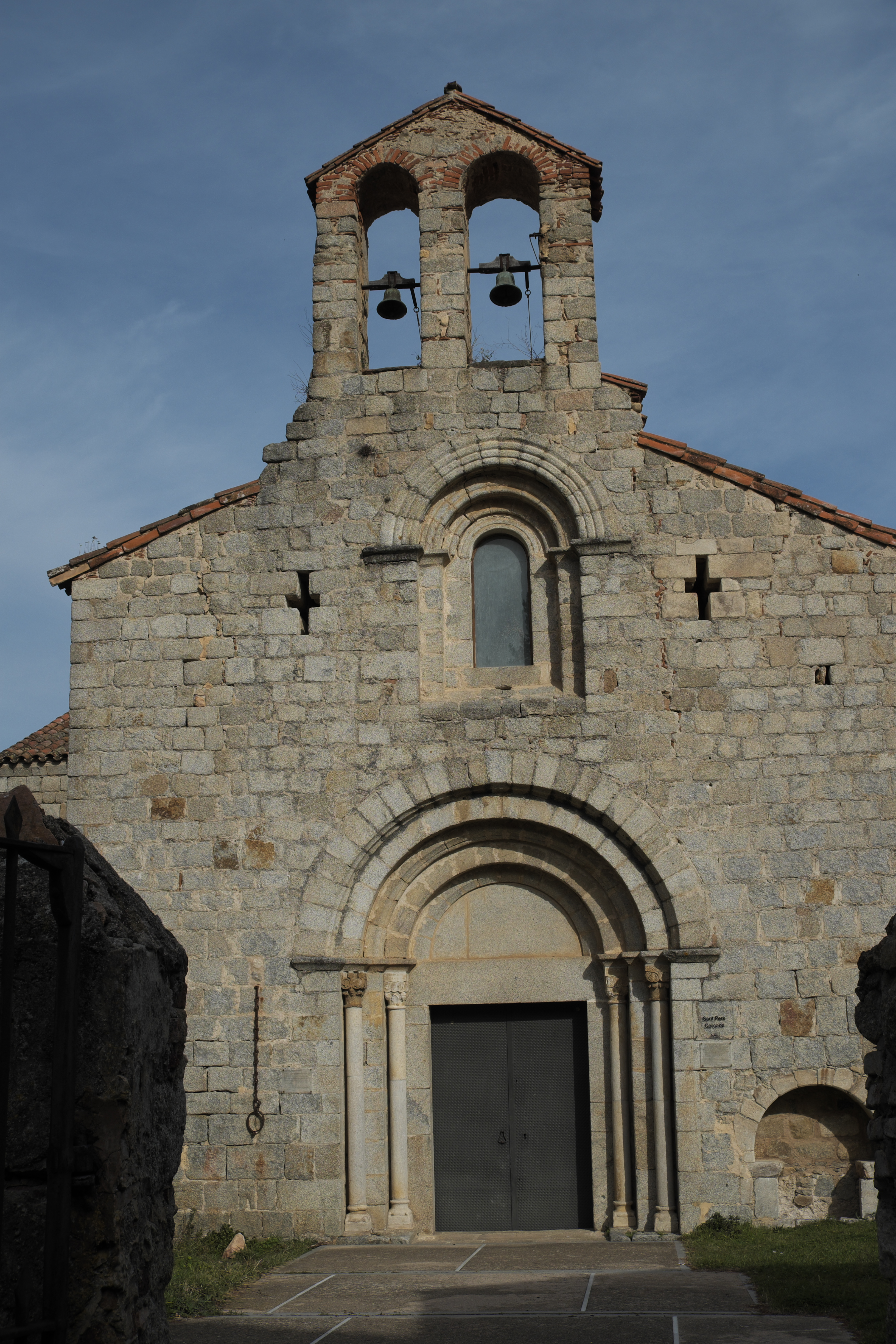
Westfassade

Sant Pere Cercada ist ein ehemaliges Augustiner-Chorherren-Stift und heute ein Ortsteil der Gemeinde Santa Coloma de Farners in der spanischen Provinz Girona der Autonomen Region Katalonien. Im Jahr 2006 lebten dort sechs  Einwohner. Die im Stil der Spätromanik errichtete Kirche und die wenigen noch erhaltenen Klostergebäude wurden zum Baudenkmal (Bien de Interés Cultural) erklärt.

## Geschichte
Die erste Erwähnung der dem Apostel Petrus geweihten Kirche stammt aus dem Jahr 1063. 1136 wurde an dem Ort ein Augustinerkloster gegründet. Die heutige Kirche entstand gegen Ende des 12. und zu Beginn des 13. Jahrhunderts. Sie wurde 1245 durch den Bischof von Girona, Guillermo de Montgrí, geweiht. Nach einer Zeit des Niedergangs wurde das Kloster (spanisch Monasterio de San Pedro Cercada) im Jahr 1480 Kommende. 1592 wurde es dem Augustinerkloster von La Seu d’Urgell unterstellt, die Kirche diente als Pfarrkirche.
Die Gebäude im Westen der Kirche gehörten ursprünglich zum Kloster. Sie werden heute als Wohnungen genutzt. Der Kreuzgang und die Mönchszellen sind nicht mehr erhalten.

## Ehemalige Klosterkirche

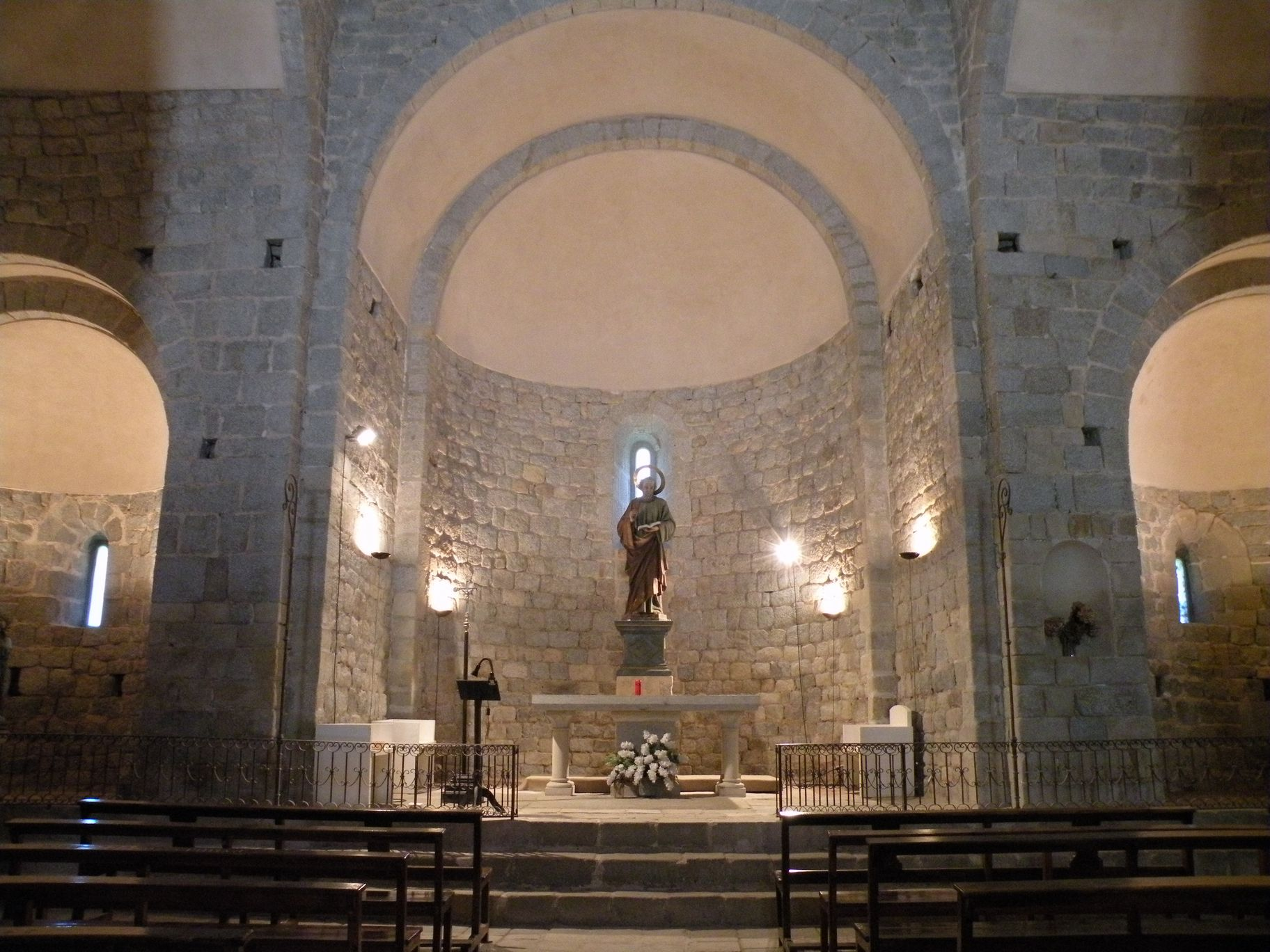
Innenraum

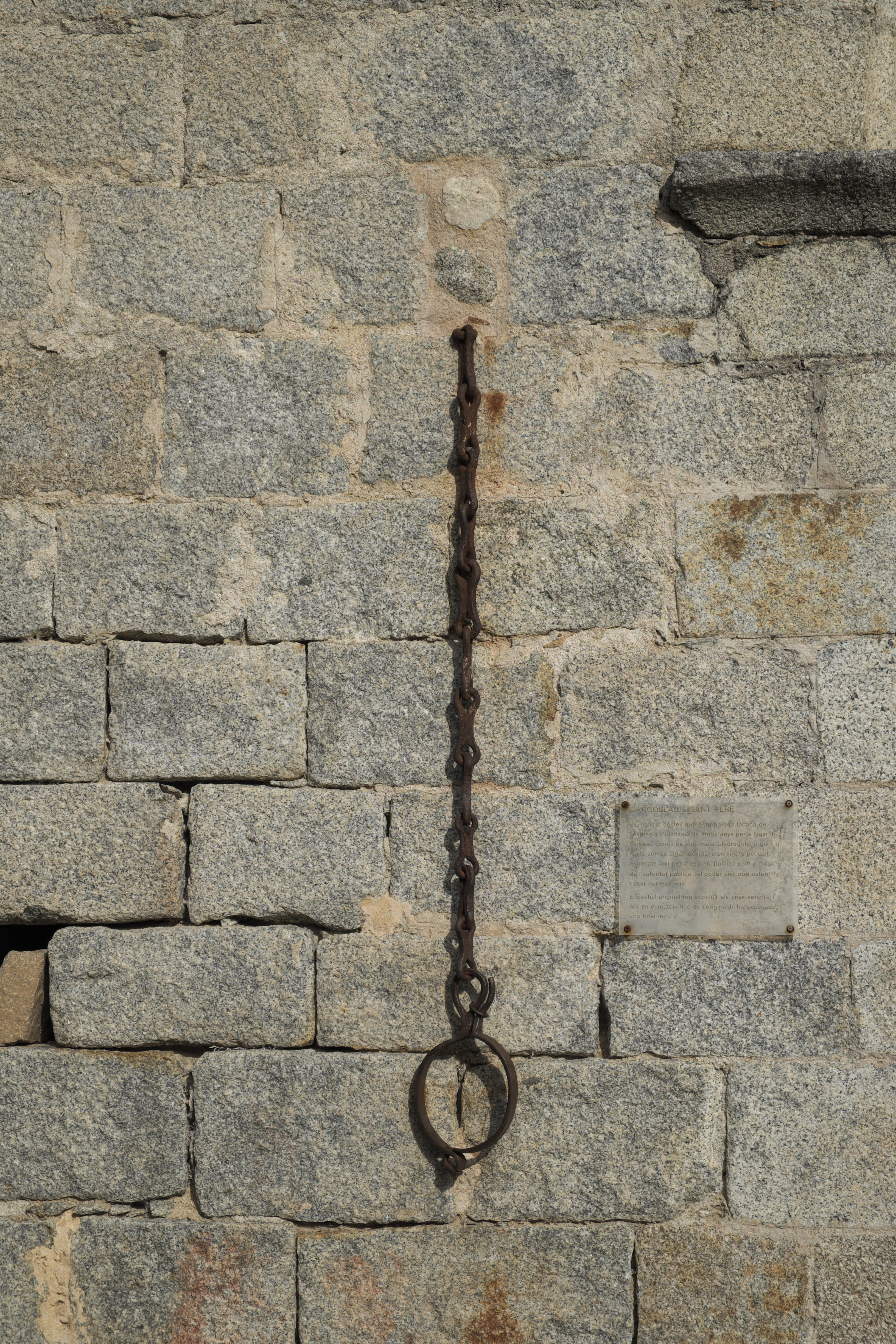
Pranger

Die Kirche ist über dem Grundriss eines lateinischen Kreuzes errichtet. Über der Vierung erhebt sich eine achteckige Kuppel. Im Osten schließt sich eine halbrunde Apsis an, auch die Querhausarme öffnen sich im Osten zu zwei kleineren Apsiden. 
Ein offener Glockenturm (Espadaña), der von zwei großen Rundbogenöffnungen durchbrochen ist, bekrönt die Westfassade. Diese besitzt ein von Säulen und schlichten Archivolten gerahmtes Portal. Die Säulen sind mit Kapitellen verziert, auf denen stilisierte Blätter und kleine menschliche Köpfe dargestellt sind. Am oberen Abschluss der Kapitelle verläuft ein Fries von teilweise ineinander verschlungenen Kreisen, die ebenfalls Blattwerk enthalten. In die Kämpfer der beiden inneren Kapitelle sind Inschriften gemeißelt. Das Tympanon ist schmucklos. Über dem Portal öffnet sich ein Rundbogenfenster, das von mehrfach profilierten Archivolten umgeben ist. 

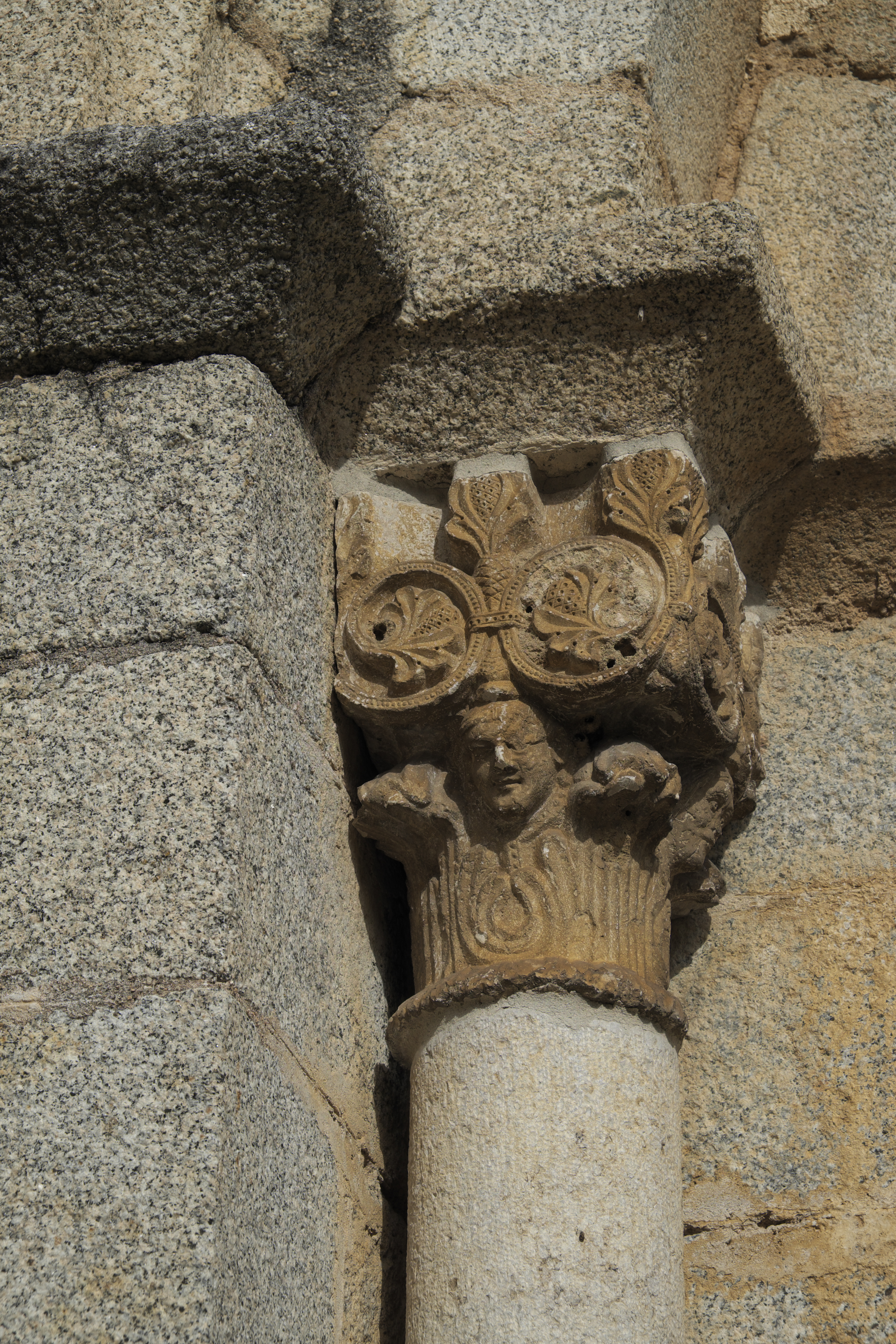
Kapitell am Portal
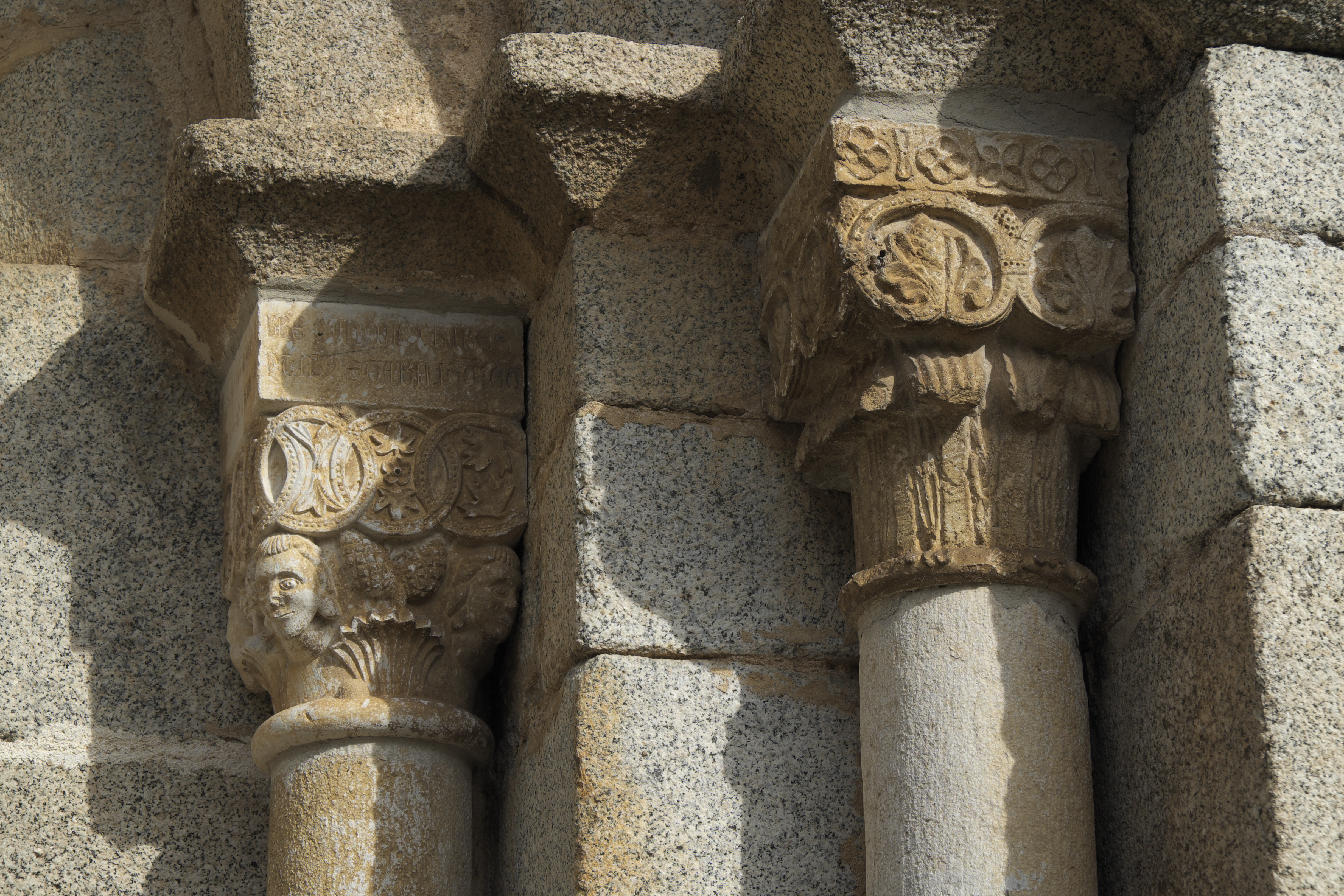
Kapitelle am Portal
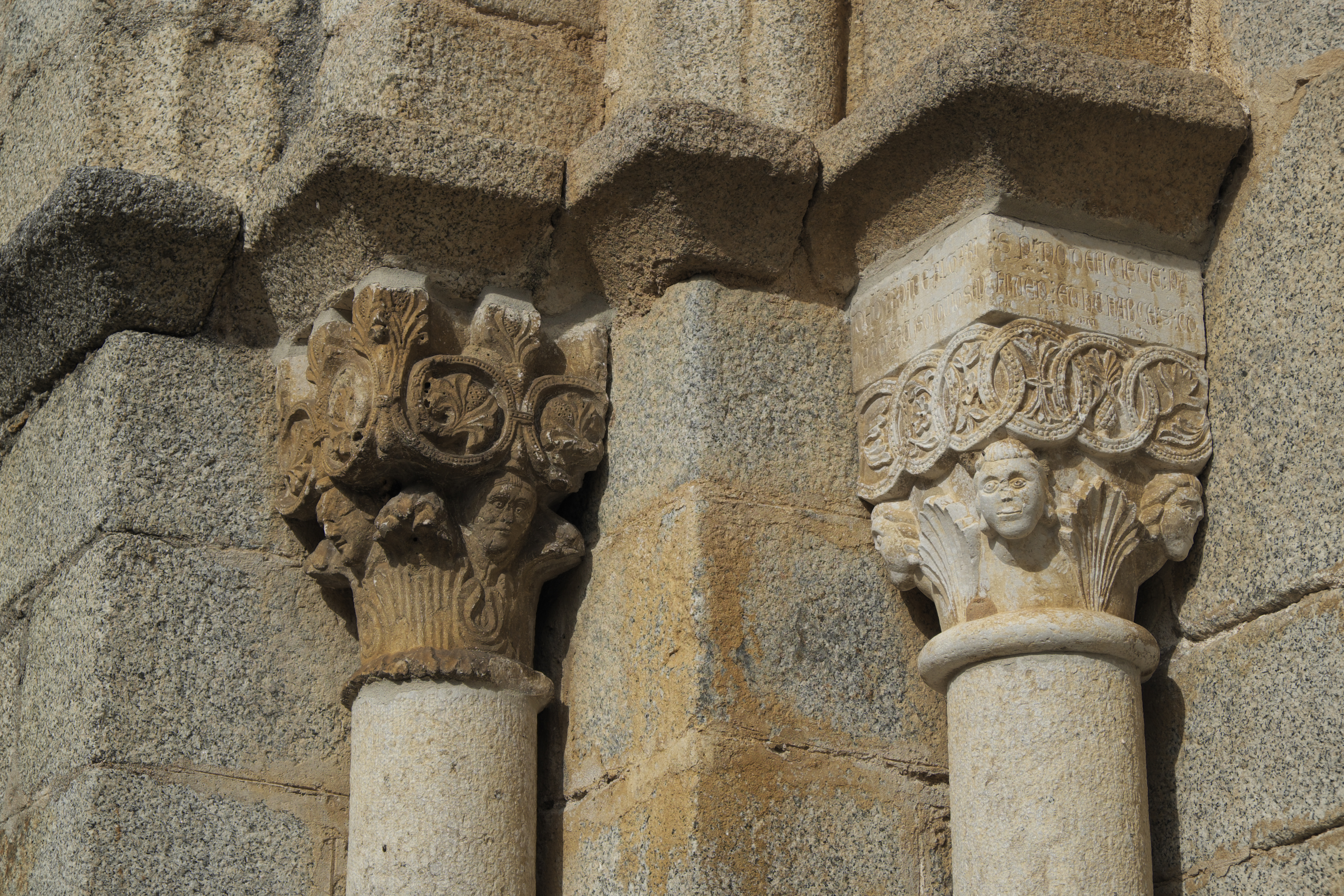
Kapitelle am Portal
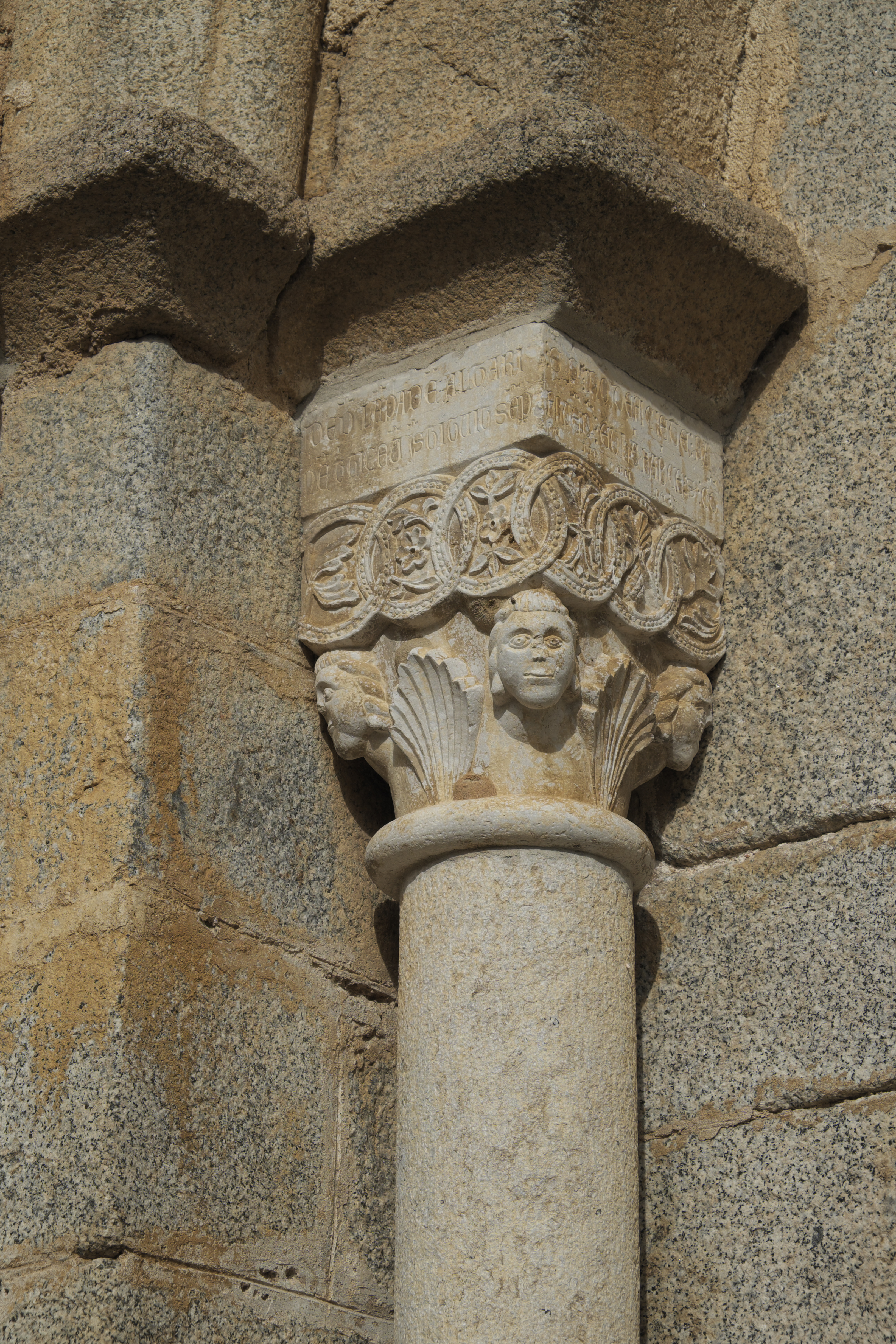
Kapitell am Portal

## Pranger
Die Eisenkette neben dem Portal ist eine Nachbildung des ursprünglichen Prangers.